# SAV Vacallo Basket 2008-2009

## Roster
| SAV Vacallo Basket 2008-2009 | SAV Vacallo Basket 2008-2009 |
| Giocatori                    | Staff tecnico                |
| ---------------------------- | ---------------------------- |

| N. | Naz.                                       | Ruolo | Nome                                 | Anno | Alt.   | Peso |  |
| -- | ------------------------------------------ | ----- | ------------------------------------ | ---- | ------ | ---- |  |
| 4  | Croazia (bandiera) · Svizzera (bandiera)   | G     | Slaven Smiljanić                     | 1978 | 193 cm |      |  |
| 5  | Serbia (bandiera) · Svizzera (bandiera)    | A     | Nikola Dačević                       | 1979 | 204 cm |      |  |
| 6  | Svizzera (bandiera) · Messico (bandiera)   | A     | Manuel Raga                          | 1973 | 198 cm |      |  |
| 7  | Stati Uniti (bandiera)                     | P     | Rickey Gibson                        | 1984 | 191 cm |      |  |
| 8  | Stati Uniti (bandiera)                     | A     | Matt Schneiderman                    | 1981 | 204 cm |      |  |
| 9  | Serbia (bandiera) · Svizzera (bandiera)    | P     | Dejan Luković                        | 1985 | 192 cm |      |  |
| 10 | Svizzera (bandiera) · Croazia (bandiera)   | GA    | Roberto Kovac                        | 1990 | 192 cm |      |  |
| 11 | Slovenia (bandiera)                        | AC    | Martin Mihajlović                    | 1981 | 201 cm |      |  |
| 12 | Argentina (bandiera) · Svizzera (bandiera) | C     | César Leuenberger (C)                | 1984 | 202 cm |      |  |
| 13 | Svizzera (bandiera)                        | P     | Marco Mombelli fino al 22 marzo 2009 | 1982 | 175 cm |      |  |
| 15 | Serbia (bandiera)                          | C     | Andrija Crnogorac                    | 1981 | 202 cm |      |  |
|    | Svizzera (bandiera)                        | PG    | Davide Garruti da aprile 2009        | 1989 | 189 cm |      |  |
|    | Svizzera (bandiera)                        | GA    | Vasco Ponti                          | 1989 | 189 cm |      |  |
|    | Svizzera (bandiera)                        | G     | Alessandro Veglio                    | 1991 | 185 cm |      |  |

| Allenatore                                                     |
| - Rodrigo Pastore                                              |
| Assistente/i                                                   |
| - Nessuno Legenda - (C) Capitano - (IN) Inattivo - Infortunato |